# Granada
För andra betydelser, se Granada (olika betydelser).
Granada är huvudstaden i den spanska provinsen med samma namn. Staden ligger i Andalusien i södra Spanien, vid foten av bergskedjan Sierra Nevada och hade 237 540 invånare år 2014. Universitetet i Granada, som grundades 1531 av den tysk-romerske kejsaren Karl V, är ett av de mest prestigefyllda i Spanien.

## Historia
Redan på 600-talet f.Kr. bodde feniciska, karthagiska och grekiska nybyggare i området. Under 400-talet f.Kr. bodde iberer i staden Ilturir, på den plats där Granada idag ligger. Romarna ockuperade området 193 f.Kr. Efter Västromerska rikets fall 476 e.Kr. lydde området under visigoterna med säte i Toledo och år 711 invaderades området av morerna, som gav staden namnet Elvira.
Granada lydde 755–1028 under Umayyadkalifatet i Córdoba och var därefter i händerna på ziriderna, idrisiderna och Banu Sumadih. 1238 blev Granada ett självständigt rike, under vilket staden och omgivningarna nådde sin högsta blomstring. Sidenindustri och handel, särskilt med Italien, utvecklades kraftigt. Inre stridigheter försvagade snart Granadas makt och gjorde dess härskare tributpliktiga under Kastilien. När så Abu-l-Hasan vägrad tribut utbröt 1481 det 11-åriga krig, som slutade med att Granada, morernas sista fäste i Spanien, den 2 januari 1492 av Boabdil överlämnades åt Ferdinand II av Kastilien, varefter staden alltmera förföll. 1531 grundades ett ännu verksamt universitet i staden.
” El ultimo suspiro del moro” (Morens sista suck) kallas kullen Padul i närheten av Granada varifrån enligt legenden Boabdil kastade en sista blick på sina fäders borg Alhambra.

## Sevärdheter
Under 1200- och 1300-talen byggdes slotts- och borgområdet Alhambra, komplett med trädgårdar och palats. Det anses idag vara ett av världens främsta arkitektoniska verk och finns med på Unescos världsarvslista tillsammans med den arabiska "gamla stan" i Granada, Albaicín.
I anslutning till katedralen ligger Isabella I av Kastilien och hennes make Ferdinand II av Aragonien begravda. Paret förenade genom sitt giftermål de två kungarikena och erövrade sedan Granada som tidigare kontrollerats av morer. Paret begravdes i Granada som ett tecken på Spaniens slutgiltiga enande och staden var även tänkt som framtida huvudstad.

## Parker och trädgårdar i Granada
- Trädgårdarna vid Alhambra och Generalife

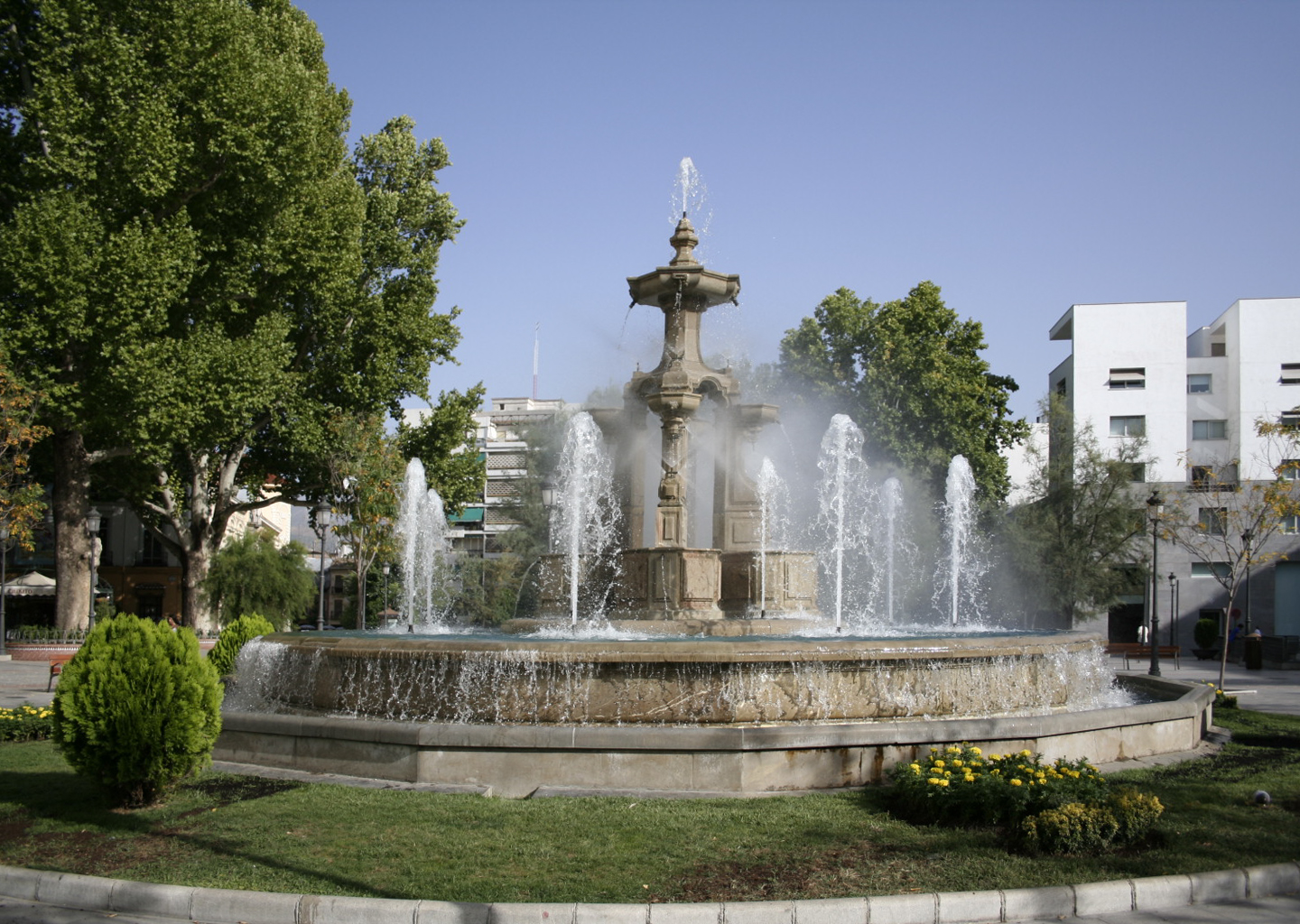
Park i Granada.

- Trädgården Fuente nueva
- Trädgården Federico Garcia Lorca
- Trädgården Carmen de los Mártires
- Trädgården Zaidin

## Sport
Granada har tre fotbollslag:
- Granada 74, i Segunda División B.
- Granada, i Primera División.
- Granada Atlético, i Tercera División.

Granada har ett basketlag:
- CB Granada, i Liga ACB